# البحرية التشيلية
البحرية الشيلية (بالإسبانية: Armada de Chile)‏ هي القوة البحرية لشيلي.

## التاريخ

### الأصول وحروب الاستقلال (1817-1830)
تعود أصول البحرية الشيلية إلى عام 1817، عندما أعلن الجنرال برناردو أوهيجنز نبوءة بعد النصر التشيلي في معركة تشاكابوكو أن مائة نصر مثل هذا النصر لن تعول على أي شيء إذا لم تتحكم تشيلي في البحر.
أدى ذلك إلى تطوير البحرية الشيلية، وتم إعلان أول القرارات القانونية التي تحدد تنظيم المؤسسة. تم إنشاء أول أسطول وطني في تشيلي وأكاديمية شباب القبائل التي كانت سلفًا للأكاديمية البحرية الحالية، بالإضافة إلى سلاح مشاة البحرية ومجلس التموين.

### الحرب الأهلية وسباق التسلح (1885-1902)
| عام                                      | السفن                                             | باني                      |
| 1887                                     | 1 سفينة حربية 2 الطرادات المحمية 2 زوارق الطوربيد | لا سين لا سين ؟           |
| 1891 الحرب الأهلية التشيلية              |                                                   |                           |
| 1892                                     | 1 طراد محصن                                       | Elswick ، تاين ووير       |
| 1895                                     | 1 طراد محصن 1 طراد مدرع                           | أرمسترونغ                 |
| 1896                                     | 1 طراد مدرع 6 زوارق طوربيد                        | أرمسترونغ </br> ؟         |
| 1901                                     | 2 البوارج قبل المدرعة البحرية 1 طراد محمي         | أرمسترونغ </br> أرمسترونغ |
| 1902 معاهدة الحد من الأسلحة مع الأرجنتين |                                                   |                           |

## الوقت الحاضر
يدير الأدميرال خوليو ليفا مولينا مارتن هذه السفينة البحرية التي يبلغ عدد أفرادها 25000 شخص، بما في ذلك 5200 من مشاة البحرية، وذلك اعتبارًا من 2017. من بين الأسطول المكون من ستة وستين سفينة سطحية (سيتم زيادتها قريبًا إلى أربعة وسبعين)، [بحاجة لمصدر] واحد وعشرون منها هي سفن مقاتلة رئيسية مقرها في فالبارايسو. تشغل البحرية طائراتها الخاصة للنقل والدوريات والهجوم. تعمل أربع غواصات وغواصة عربة لدعمها، وكلها مقرها في تالكاهوانو. [بحاجة لتوضيح]

## جرد الطائرات
| الطائرات                    | الأصل                        | اكتب                                                                                     | إصدارات                                                                   | في الخدمة | ملاحظات                                                                  |
| --------------------------- | ---------------------------- | ---------------------------------------------------------------------------------------- | ------------------------------------------------------------------------- | --------- | ------------------------------------------------------------------------ |
| Partenavia AP.68TP          | وصلة=\|حدود إيطاليا          | البحث والإنقاذ (SAR)                                                                     | P68 المراقب 2                                                             | 7         | استبدال Cessna O-2A Skymaster                                            |
| Embraer EMB-110 Bandeirante | وصلة=\|حدود البرازيل         | طائرة دورية بحرية (MPA) </br> النقل التكتيكي                                             | EMB-111AN Bandeirulha </br> EMB-111CN بانديانتي                           | 4 </br> 1 |                                                                          |
| EADS CASA C-295             | وصلة=\|حدود إسبانيا          | طائرة الدورية البحرية / الحرب المضادة للغواصات </br> (MPA / ASW)                         | P-295 ASW المقنع                                                          | 3         |                                                                          |
| شركة لوكهيد ف -3 أوريون     | وصلة=\|حدود الولايات المتحدة | طائرة الدورية البحرية / الحرب المضادة للغواصات </br> / الحرب ضد السطح (MPA / ASW / ASuW) | P-3ACh أوريون                                                             | 2         | مدة الخدمة تمتد حتى عام 2020.                                            |
| Pilatus PC-7 Turbo Trainer  | وصلة=\|حدود سويسرا           | مدرب                                                                                     | PC-7 Turbo Trainer                                                        | 7         | في الأصل 10 PC-7 في أسطول. </br> واحد (210) ضائع في حادث                 |
| MBB Bo 105                  | وصلة=\|حدود ألمانيا          | البحث والإنقاذ (SAR)                                                                     | Bo-105CBS Bolkow (UH-05)                                                  | 5         | إلى التقاعد                                                              |
| بيل 206                     | وصلة=\|حدود الولايات المتحدة | البحث والإنقاذ (SAR)                                                                     | Bell 206AS JetRanger III (UH-57A) </br> Bell 206B3 JetRanger III (UH-57B) | 2 </br> 2 | إلى التقاعد                                                              |
| يوروكوبتر AS365 دوفين       | وصلة=\|حدود فرنسا            | البحث والإنقاذ (SAR)                                                                     | AS-365N2 Dauphin 2 (HH-65) </br> SA-365F1 دوفين 2 (HH-65)                 | 4 </br> 4 | SA-365F1 فيلق ايرلندي سابق                                               |
| يوروكوبتر AS332 سوبر بوما   | وصلة=\|حدود فرنسا            | الحرب ضد الغواصات / الحرب ضد السطح (ASW / ASuW) </br> البحث والإنقاذ (SAR)               | AS-332F1 Super Puma (SH-32) </br> AS-332L1 Super Puma (HH-32)             | 5 </br> 2 | مزيد من اثنين ليتم الحصول عليها لعملية Icebreaker (قيد الإنشاء) الجديدة. |

## السفن التاريخية
- انظر قائمة السفن التي خرجت من الخدمة البحرية الشيلية

## التعليقات الختامية
1. ↑  "World Military Aircraft Inventory", Aerospace Source Book 2007, أسبوع الطيران وتقنية الفضاء, 15 January 2007. - http://www.scramblemagazine.nl/index.php?option=com_mildb&view=search&Itemid=60&af=cl نسخة محفوظة 6 أكتوبر 2020 على موقع واي باك مشين.
2. ↑  "Vulcanair presenta nuevos avances en los P68 Observer 2". tallyho.cl (بالإسبانية الأوروبية). Archived from the original on 2017-06-08. Retrieved 2018-01-22.
3. ↑  Chile; P-3 Orions life extension plans نسخة محفوظة 2013-10-02 على موقع واي باك مشين. - Dmilt.com, 13 July 2013

## روابط خارجية
- موقع أرمادا دي تشيلي (بالإسبانية)
- موقع أرمادا دي تشيلي (بالإنجليزية)
- صفوف أرمادا دي تشيلي
- صفحة الويب الرسمية التشيلية باللغة الإنجليزية ؛ من SHOA .